# Pete Rock

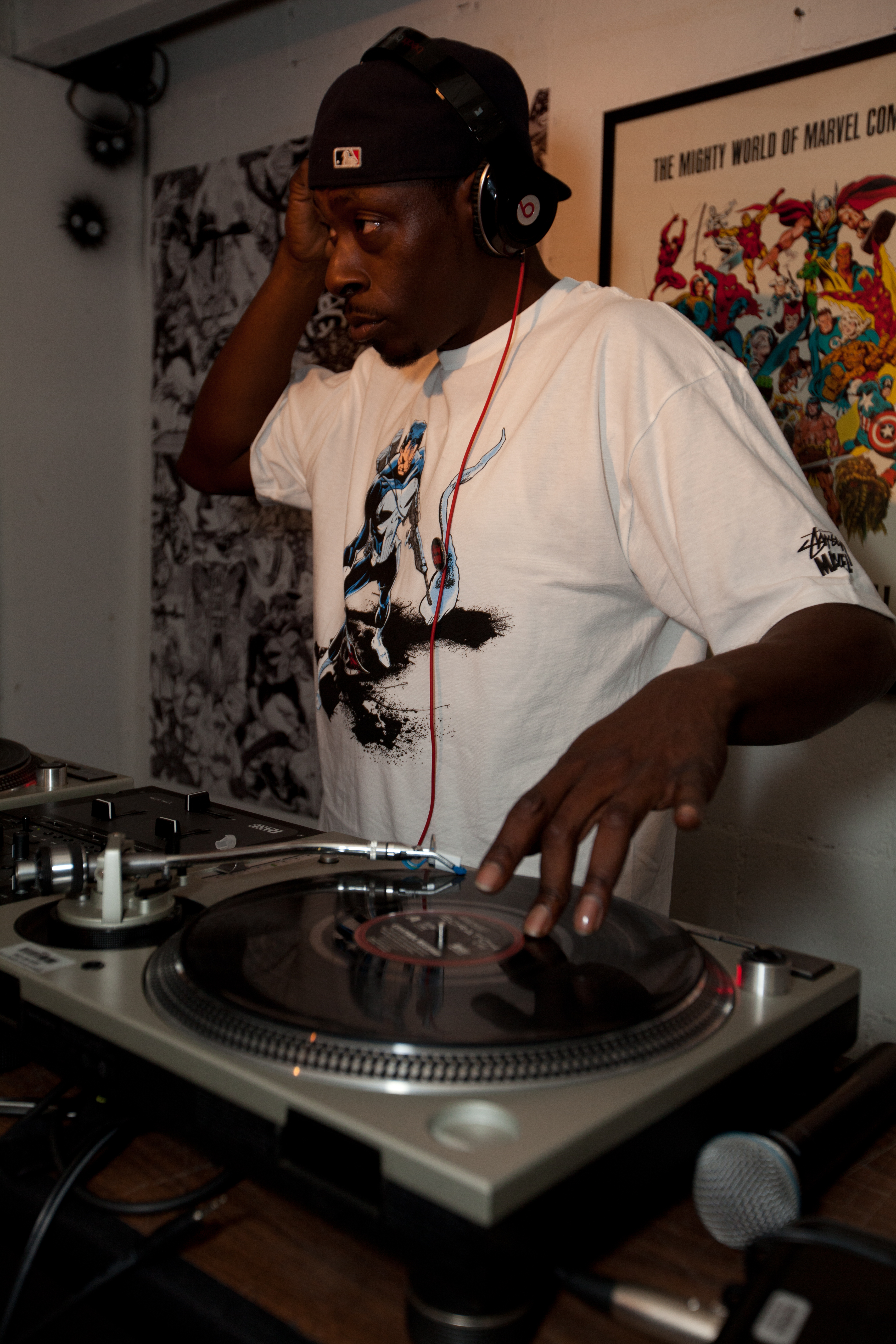

Peter Phillips (21 de junio de 1970), más conocido por su nombre artístico Pete Rock, es un productor estadounidense, DJ, cantante y rapero. Alcanzó notoriedad en los primeros años 1990 como la mitad del críticamente aclamado grupo Pete Rock & CL Smooth. Una vez que el grupo decidió separarse y seguir caminos diferentes cada uno de sus dos miembros, Rock continúo una carrera en solitario que le ha proporcionado reconocimiento mundial, aunque poco éxito comercial mainstream. Junto a grupos como Stetsasonic, A Tribe Called Quest, The Roots y Gang Starr, Rock jugó un rol principal en la fusión de elementos del jazz con hip hop, lo que se ha conocido también como jazz rap. Está reconocido ampliamente como uno de los más grandes productores de todos los tiempos, y suele nombrarse junto a DJ Premier y RZA como uno de los pilares principales de la producción del East Coast hip hop de los 1990. Pete Rock es también el hermano mayor y primo más joven, respectivamente, de los raperos Grap Luva y Heavy D.
Los editores de About.com le situaron en el puesto número #2 de su lista "Top 50 Productores de Hip Hop".

## Discografía

### En solitario
| Información del álbum |
| --- |
| Soul Survivor - Publicación: 10 de noviembre de 1998 - Sencillos: "Tru Master" & "Take Your Time"                                                                                       |
| PeteStrumentals - Publicación: 1 de mayo de 2001 - Sencillos: "Back On The Block" b/w "Mind Frame", & "Nothin' Lesser"                                                                  |
| Lost & Found: Hip Hop Underground Soul Classics - Publicación: 4 de noviembre de 2003 - Sencillos: "To Each His Own" & "Fakin' Jax"                                                     |
| Soul Survivor II - Publicación: 11 de mayo de 2004 - Posición en Billboard 200: #155 - Posición en R&B/Hip-Hop chart: #27 - Sencillos: "Warzone" & "It's A Love Thing" b/w "Appreciate" |
| The Surviving Elements: From Soul Survivor II Sessions - Publicación: 25 de enero de 2005 - Posición en Billboard 200: - - Posición en R&B/Hip-Hop chart: - - Sencillos:                |

### Como Pete Rock & C.L. Smooth
| Información del álbum |
| --- |
| All Souled Out - Publicado: 25 de junio de 1991 - Posición en Billboard 200: - - Posición en R&B/Hip-Hop chart: #53 - Sencillos: "The Creator", & "Mecca And The Soul Brother (Remix)"                                    |
| Mecca and the Soul Brother - Publicado: 9 de junio de 1992 - Posición en Billboard 200: #43 - Posición en R&B/Hip-Hop chart: #7 - Sencillos: "They Reminisce Over You (T.R.O.Y.)", "Straighten It Out" & "Lots Of Lovin'" |
| The Main Ingredient - Publicado: 8 de noviembre de 1994 - Posición en Billboard 200: #51 - Posición en R&B/Hip-Hop chart: #9 - Sencillos: "Take You There" & "I Got A Love"                                               |

### Recopilatorios
| Información del álbum |
| --- |
| Pete's Treats - Publicado: March 22, 1999 - Posición en Billboard 200: - - Posición en R&B/Hip-Hop chart: - - Sencillos:                               |
| Good Life: The Best of Pete Rock & CL Smooth - Publicado: June 10, 2003 - Posición en Billboard 200: - - Posición en R&B/Hip-Hop chart: - - Sencillos: |
| Underground Classics - Publicado: July 11, 2006 - Posición en Billboard 200: - - Posición en R&B/Hip-Hop chart: - - Sencillos:                         |